# キアヌ・ケレル＝サイムス
キアヌ・ケレル=サイムス（Kianu Kereru-Symes、1999年2月28日 - ）は、ニュージーランド出身のラグビーユニオン選手。

## 経歴
ニュージーランド北島のホークス・ベイ地方のマヒア（Māhia）生まれ。高校卒業後は、プロップからフッカーに転向した。
5歳上の異母兄トム・サイムズ（Tom Symes）も、ホークス・ベイ（Hawke's Bay）で43試合出場したラグビーユニオン選手。
ヘイスティングス・ボーイズ高校（Hastings Boys' High School）では、1軍チームのキャプテンを務める。
ホークス・ベイ（Hawke's Bay）では、U13、U14、U16、U19などでプレーした。 
2016年と2017年、ニュージーランド北島南部の9協会による選抜チームの ハリケーンズU18チームに選出。2019年にはハリケーンズU20チームに選出された。
2018年9月8日、マイター10カップ（現・NPC、ナショナル・プロヴィンシャル・チャンピオンシップ）に、ホークス・ベイ（Hawke's Bay）でシニアデビュー。同年、チームの年間最優秀選手賞と新人選手賞を受賞した。
2019年、U20ニュージーランド代表のキャプテンを務め、オセアニアラグビーU20チャンピオンシップとワールドラグビーU20チャンピオンシップに出場した。
新型コロナウイルス感染症の世界的流行のなか、2020年後半にはニュージーランド北島北部3協会選抜のチーム ブルーズAでプレーしたが、スーパーラグビー出場にはならなかった。
2022年4月12日、ハリケーンズのモアナ・パシフィカ戦で先発し、スーパーラグビーデビューを果たし、トライを決めた。
2023年1月9日、アメリカ合衆国マサチューセッツ州にあるニューイングランド・フリージャックスへの入団を発表。同年、チームは初めて北米プロリーグのメジャーリーグラグビーで優勝した。
2024年5月3日、ハリケーンズでシーズン開幕戦に先発出場した。
2024年11月8日、ジャパンラグビーリーグワンの浦安D-Rocksへの入団を発表した。 
2025年2月1日に行われたJAPAN RUGBY LEAGUE ONE第6節交流戦埼玉ワイルドナイツ戦にて途中出場でリーグワン公式戦初出場を果たし、3月29日まで4試合に出場した。
2025年5月、浦安D-Rocksを退団。